# 캉칸주

캉칸주의 위치

캉칸주(프랑스어: La région de Kankan)는 기니의 주로, 주도는 캉칸이며 인구는 1,011,644명(1996년 기준), 면적은 71,245km2, 인구 밀도는 14.02명/km2이다. 5개의 하위 행정 구역(캉칸, 케루아네, 쿠루사, 만디아나, 시기리)을 관할하며 북쪽과 동쪽으로는 말리, 코트디부아르와 국경을 맞대고 있고 서쪽으로는 파라나주, 남쪽으로는 은제레코레주와 인접해 있다. 주 북동쪽에서 남서쪽까지 나이저강이 흐른다.